# Keléd
Keléd község Vas vármegyében, a Celldömölki járásban.

## Fekvése
A település Jánosházától délnyugatra, a 8-as számú főúttól délre, a 84-es számú főúttól nyugatra helyezkedik el; központján a Keszthely északi határvidékétől Kisgörbőn és Óhídon át Jánosháza központjáig vezető 7331-es út halad végig.

## Története
Keléd neve régi magyar személynévből származik. A névtípus és a régészeti leletek tanúsága alapján is Árpád-kori eredetű település. Az írott forrásokban a név csak igen későn, 1444-ben jelentkezik, idevaló nemes nevében. A török korig a környéken is birtokos köznemesi Kelédy családé. Az 1549. évi rovásadó jegyzékbe 3 kelédi jobbágyportát, 4 zsellért és 2 szolgát vettek fel. A Kelédyeket 1575-ben még megerősítették itteni nemesi kúriájuk birtokában. A falu később elpusztult, és csak a 18. században népesült be újra.
A középkori falu a mai községtől északra helyezkedett el. A hagyomány szerint is itt állt a középkori templom, amelynek maradványát az 1780-as években készült I. katonai felmérés térképlapja Rudera (=romok) felirattal tünteti fel. Ezzel megegyező helyen figyelhetők meg a templom és a körülötte fekvő temető nyomai. Annak a feltevésnek bizonyítására, hogy a lelőhelyen volt-e földvár is, ásatás szükséges.
A falu fejlődése szorosan összekapcsolódott a kúria történetével. A Szent-Ivány kúriát valószínűleg a 18 század végén emeltette szentgyörgyi Horváth család, felhasználva az építkezéshez a romtemplom köveit. 1854-ben bővítették az épületet és kényelmes lakhellyé alakították. A hátsó, alacsonyabb szárny barokk eredetű, míg az első része már klasszicista.
Az uradalmat 1859-ben Krása Manó vásárolta meg, ez hozta meg a gazdasági élet fellendülését. A jelentős beruházások eredményeként 1865-ben ecet- és szeszgyár létesült, melyeket gőzgépekkel szerelt fel. 1897-ben Krása távbeszélőt létesített a kúria és jánosházai takarékpénztár, valamint annak épületében lévő posta és távíró között.
A 19. század második felén a falu  kúriából és a hozzá tartozó 11 magánházból állt.
1915-ben Krása Manó a liptószentiváni Szent-Ivány Oszkárnak adta el az uradalmat, ami 3600 holdat tett ki.
1923-ban tűz ütött ki, amelynek helyreállítása során az eredetileg nyereg tetős első épületszárnyat már manzard tetős formában kibővítve készítették el. A korábbi tornácos részt beépítették.
Az uradalom gazdasági élete azonban továbbra is pezsgő maradt. Szeszfőzde, szeszfinomító, rum- és likőrgyár. Említést érdemel az uradalom áramfejlesztője, gőzmalma, gőzfűrésztelepe, 10 holdas méhészete, 17 holdas halastóban lévő pontytenyésztés, díszfácán tenyésztés.
1945-ben 40 orosz katona lakott a kúriában, amely a háború után is Szent-Ivány Egoné maradt 1952-ig. A kúriát 1952-ben államosították. 1964-ben átalakították a 23 helyiséges épületet. 1982-től itt működött Tanácsháza és TSZ iroda volt. Parkjában fürdő és teniszpálya is volt. Ősparkjából a jegenyefenyő, platán és egy vadgesztenye figyeli az épület sorsát. Jelenleg helyi védelem alatt áll.

## Közélete

### Polgármesterei
- 1990–1994: Laczi Gyula (független)[5]
- 1994–1998: Laczi Gyula (független)[6]
- 1998–2000: Molnárné Kollár Veronika (független)[7]
- 2000–2002: Laczi Gyula (független)[8][9]
- 2002–2006: Cilinger Ferenc (független)[10]
- 2006–2010: Cilinger Ferenc (független)[11]
- 2010–2014: Feiler Ferenc Miklós (független)[12]
- 2014–2019: Feiler Ferenc Miklós (független)[13]
- 2019–2024: Feiler Ferenc Miklós (Fidesz-KDNP)[14]
- 2024– : Feiler Ferenc Miklós (Fidesz-KDNP)[1]

A településen 2000. július 23-án időközi polgármester-választást tartottak, az előző polgármester halála miatt.

## Népesség
A település népességének változása:
| Lakosok száma | 82   | 74   | 77   | 110  | 82   | 100  | 94   |
|               | 2013 | 2014 | 2015 | 2021 | 2022 | 2023 | 2024 |

A 2011-es népszámlálás során a lakosok 98,6%-a magyarnak mondta magát (1,4% nem nyilatkozott). A vallási megoszlás a következő volt: római katolikus 88,6%, evangélikus 1,4%, felekezet nélküli 2,9% (7,1% nem nyilatkozott).
2022-ben a lakosság 90,2%-a vallotta magát magyarnak, 3,7% cigánynak, 1,2% egyéb, nem hazai nemzetiségűnek (9,8% nem nyilatkozott; a kettős identitások miatt a végösszeg nagyobb lehet 100%-nál). Vallásuk szerint 52,4% volt római katolikus, 1,2% református, 1,2% evangélikus, 14,6% felekezeten kívüli (29,3% nem válaszolt).

## Sportélete
A település sportegyesülete a Keléd HKSZSE, amelynek futballcsapata az utóbbi években (a 2012/13-as és 2019/20-as évadok között biztosan) a Vas megyei III. osztály Sárvári csoportjában játszott. Legjobb eredménye ebben az időszakban az akkor 10 csapatból álló mezőny hatodik helyezése volt, a 2013/14-es szezonban, illetve a következő évadban a csapat egyik támadója, Feiler Ádám szerezte meg a Sárvári csoport gólkirályi címét. Korábban, az 1950-es években a Kelédi KSK nevet viselte a település sportköre.